# Chicago Spire
La Chicago Spire fue un proyecto de rascacielos situado en Chicago, Estados Unidos que fracasó económicamente tras empezar su construcción. El 4 de noviembre de 2014, el promotor de la Spire Garrett Kelleher cedió la parcela del edificio al mayor acreedor del proyecto, Related Midwest, tras no poder realizar los pagos exigidos. El Presidente de Related Midwest, Curt Bailey, dijo que no construirían la Spire cuando recibieron el control de la parcela. El fallo del tribunal del 4 de noviembre de 2014 lleva al prolongado litigio sobre este proyecto de nueve años de antigüedad a una relativa conclusión.

## Historia

### Fordham Spire
Cuando se propuso originalmente como Fordham Spire en julio de 2005, el diseño tenía 116 plantas. El proyecto estaba dirigido por el promotor Christopher T. Carley de la Fordham Company. El edificio iba a incluir un hotel y condominios y también contenía una alta antena de transmisión. El 16 de marzo de 2006, el diseño inicial del edificio se aprobó por unanimidad en la reunión de la Chicago Plan Commission y el 23 de marzo del mismo año sucedió lo mismo en la reunión del comité de zonificación de la ciudad. El 29 de marzo de 2006, el ayuntamiento de Chicago también aprobó el diseño. Dentro del proceso de aprobación, el ayuntamiento aprobó una medida que elevó el límite de altura de la parcela para permitir la construcción de esta torre de 609 metros de altura.
El diseño original del edificio contó con un amplio apoyo entre los residentes del barrio y en toda la ciudad de Chicago, en parte porque el edificio bloquearía menos luz solar y taparía menos vistas del skyline que los edificios más bajos contemplados por la zonificación original. El alcalde de Chicago Daley aprobó el diseño, y afirmó que era respetuoso con el medio ambiente. Burton F. Natarus, que era el concejal del Barrio 42 cuando se anunció el edificio, dijo: «Es una oportunidad única para la ciudad de Chicago. Este edificio pertenece a Chicago y debe construirse en Chicago».
Por otro lado, surgió alguna oposición entre los habitantes del barrio a causa de las preocupaciones de que aumentaría la congestión del tráfico. Donald Trump expresó inmediatamente la oposición al edificio, afirmando que sería un objetivo para los terroristas y que ni siquiera parecía ser un proyecto viable. Irónicamente, Trump realizó este comentario cuando él mismo estaba construyendo un rascacielos superalto en Chicago, la Trump International Hotel and Tower. La torre de Trump se completó en enero de 2009, solo unas pocas manzanas al oeste de la parcela de la Chicago Spire. Si se hubiera construido esta última según lo planeado, hubiera sustituido al Trump International Hotel and Tower como el edificio residencial más alto de los Estados Unidos, y las dos torres hubieran estado en competencia directa por vender apartamentos.

### Problemas financieros iniciales
Tras varios meses, Carley no consiguió obtener la financiación necesaria para emprender la construcción del edificio. El promotor irlandés Garrett Kelleher, dueño del St Patrick's Athletic y presidente ejecutivo del Shelbourne Development Group, Inc., intervino y compró la parcela, situada en el 400 North Lake Shore Drive, en 2006. Cuando Kelleher se hizo cargo del proyecto, disminuyó la incertidumbre sobre su construcción porque Kelleher afirmó que pondría todo el capital necesario, algo que Carley no había podido hacer. También tenía respaldo financiero para comprar la parcela, algo que Carley no tenía. Kelleher dijo que consideraría usar los servicios de Carley en el proyecto y que «pagaremos a Carley una cantidad no especificada por su implicación en el proyecto hasta ahora». Kelleher renombró posteriormente el proyecto «Chicago Spire» tras llamarlo brevemente «400 North Lake Shore Drive», debido a que ya no era un proyecto de Fordham.

### Nuevos diseños

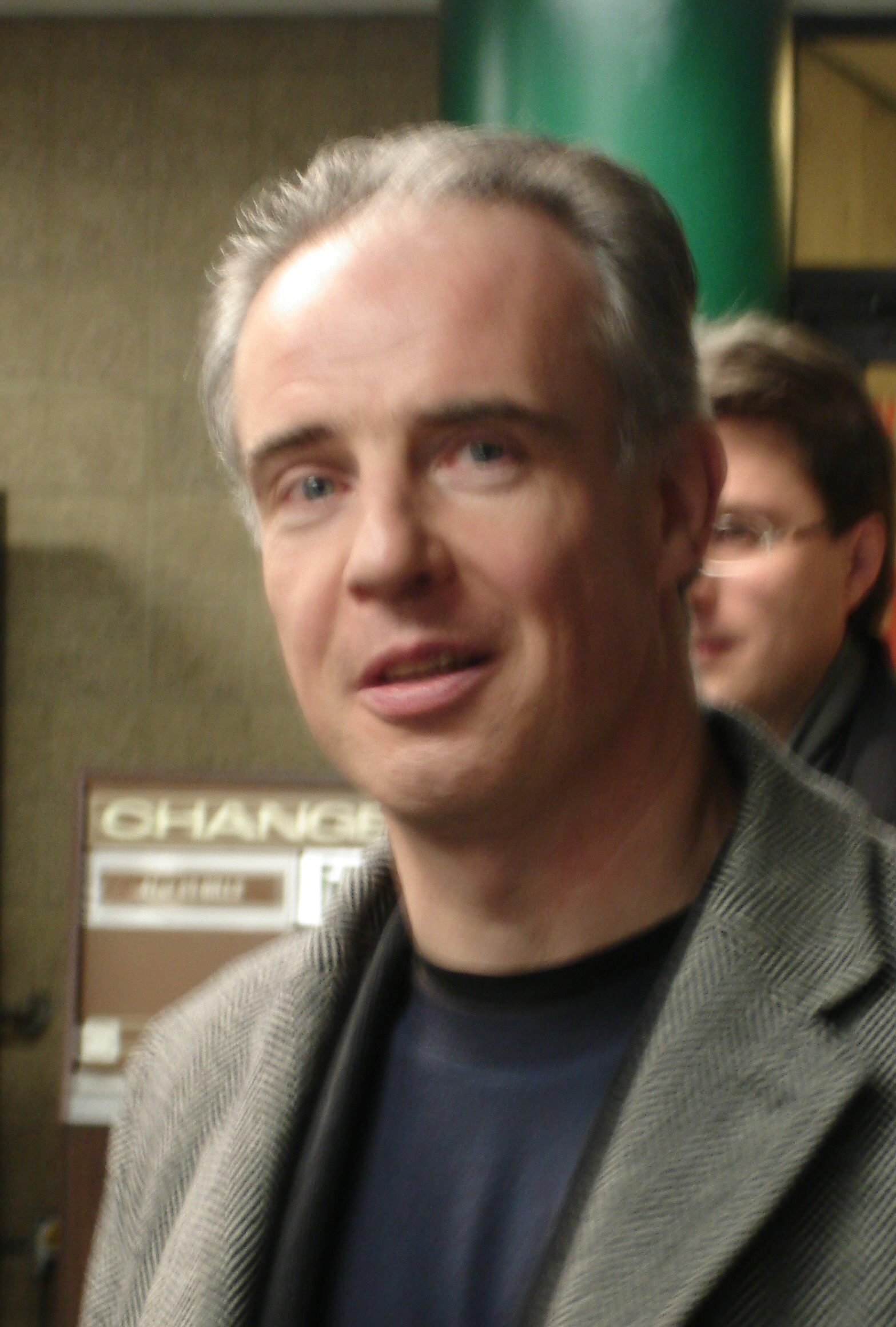
Garrett Kelleher.

En el último trimestre de 2006, Shelbourne Development publicó dos comunicados de prensa relacionados con la construcción y el diseño del edificio. Un comunicado de prensa de noviembre de 2006 afirmó que la construcción de la Chicago Spire empezaría en junio de 2007. A principios de diciembre de 2006, Shelbourne Development publicó otro comunicado de prensa en el que afirmaba que se había revisado el diseño del edificio. Estas modificaciones incluían la eliminación del hotel y la antena, lo que haría que el edificio contuviera únicamente apartamentos. También se modificó el giro, que se haría más marcado hacia la base del edificio, que era más ancha que en el proyecto original. Además, la torre ya no se estrechaba en su parte superior, lo que produjo un aumento en la superficie y la cantidad total de plantas. En esta revisión también se retiró el edificio de aparcamiento del proyecto original, incorporando en su lugar un aparcamiento subterráneo en el rascacielos. Esta primera modificación del diseño de la Chicago Spire fue criticado por expertos en arquitectura y funcionarios de la ciudad.
A finales de diciembre de 2006, el Chicago Tribune afirmó que el promotor estaba solicitando opiniones sobre una nueva revisión del diseño a los líderes políticos. Varias semanas después, el Chicago Tribune realizó una entrevista en exclusiva con el arquitecto Santiago Calatrava y el promotor Garrett Kelleher. Durante la entrevista, Calatrava expuso posibles ideas que restaurarían su diseño helicoidal original y mostró su visión del vestíbulo de la Chicago Spire. El 26 de marzo de 2007, se expuso una nueva revisión en una presentación pública de Shelbourne Development.

### Aprobación
Tras la presentación del 26 de marzo de 2007 de Shelbourne Development, los residentes mostraron una reacción favorable al nuevo diseño de la Chicago Spire. La Chicago Plan Commission aprobó el proyecto definitivo de la Chicago Spire el 19 de abril de 2007. El comité de zonificación de Chicago también aprobó la torre el 26 de abril, y el 9 de mayo hizo lo propio el Ayuntamiento de Chicago.

### Comercialización
En junio de 2008, Shelbourne había vendido más de 350 de las 1193 viviendas, más de la mitad a inversores extranjeros. Shelbourne anunció el 30 de septiembre de 2008 que había vendido el ático del edificio al empresario Ty Warner. Kelleher ofreció alquilar unidades con una rentabilidad garantizada del 7,5% para estimular las ventas. Este enfoque es común fuera de los Estados Unidos, donde la torre se comercializó en mayor medida, y pretendía estimular las ventas de las viviendas más pequeñas, que son las que tienen más probabilidades de ser compradas por extranjeros como inversión para alquilar.

### Crisis financiera y suspensión de la construcción

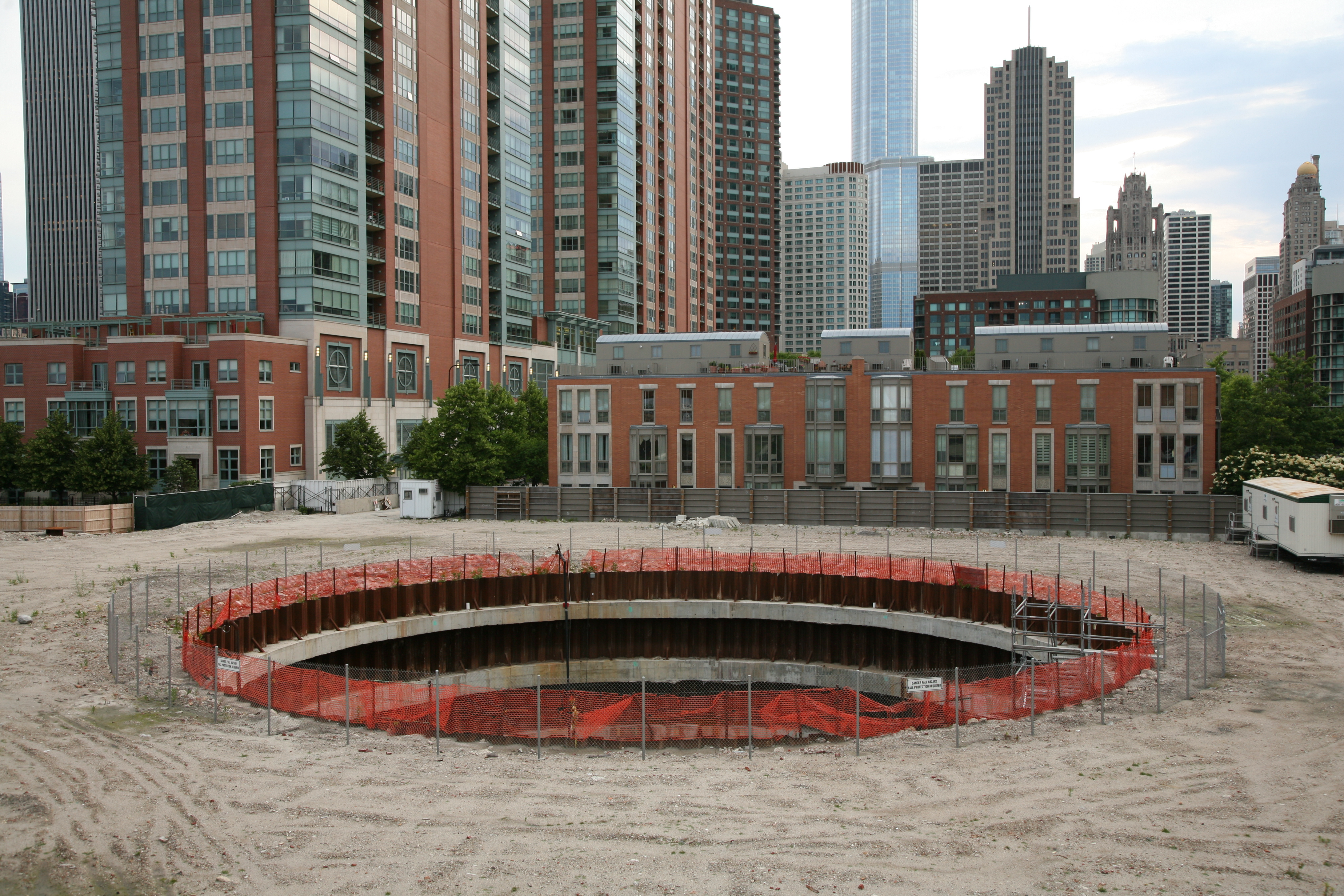
La construcción ha estado paralizada desde finales de 2008.

En octubre de 2008, la crisis económica empezó a afectar el proyecto. La construcción se suspendió y el arquitecto, Santiago Calatrava, colocó un embargo de 11,34 millones de dólares en la parcela, afirmando que Kelleher no le había pagado aún por su trabajo. Al cabo de unos meses, el Anglo Irish Bank, el principal prestamista del proyecto, estaba al borde de la quiebra financiera. Sus stocks habían perdido casi todo su valor y el banco se enfrentaba a la nacionalización. Debido a la pésima situación financiera del banco, Shelbourne Development se vio obligada a suspender la construcción, y posteriormente tendría que devolver los 69,5 millones de dólares que ya había recibido.
En otoño de 2009 continuaron los litigios sobre el proyecto y se sumaron algunos embargos más sobre la parcela. El dueño de la NBC Tower de Chicago interpuso una demanda para desalojar a Shelbourne Development de su oficina de ventas, situada en este edificio, donde habían instalado numerosas maquetas de las viviendas de la Chicago Spire. La demanda alegó que Shelbourne debía 316 000 dólares en pagos de alquiler. Además de esto y otros embargos sobre la parcela, Bank of America presentó una demanda contra Shelbourne Development por 4,92 millones de dólares, cantidad proveniente de dos préstamos sin pagar usados para iniciar la construcción de la Chicago Spire.
Tras estas dificultades, el sindicato AFL-CIO y Kelleher anunciaron a finales de 2009 que estaban considerando la posibilidad de un préstamo de 170 millones de dólares sobre la parcela que saldaría el préstamo del Anglo Irish Bank, retiraría los embargos, y permitiría que continuaran las obras, a cambio de que la construcción fuera una obra totalmente sindical. Debido a la falta de obras y la inactividad económica, los sindicatos de Chicago estaban desesperados por encontrar trabajo para sus empleados ya que se enfrentaban a un desempleo de casi el 30%. Si se hubiera retomado, la construcción de la Chicago Spire habría proporcionado unos novecientos trabajos a tiempo completo durante cuatro años a los miembros del sindicato. Además de los 194 millones de dólares que Kelleher había invertido personalmente en el proyecto, tenía garantizado un respaldo financiero en una cantidad no especificada y de una fuente desconocida en la forma de capital mezzanine y créditos puente que habría contribuido si se hubiera cerrado el préstamo de 170 millones de AFL-CIO.
Pero a las pocas semanas del anuncio oficial de que Kelleher estaba buscando un rescate de los sindicatos, cuatro importantes fondos de inversión sindicales declinaron ofrecer préstamos a Shelbourne Development. No obstante, Kelleher continuó buscando financiación e insistió en que el proyecto no estaba muerto. Shelbourne Development tuvo que enfrentarse al desalojo de sus oficinas de la planta 50 del 111 South Wacker Drive, en las que debían 27 600 dólares en pagos de alquiler. Anteriormente, en el mismo año, también había sido desalojado de la oficina de ventas de la Spire en la cercana NBC Tower.
En 2010, el Anglo Irish Bank presentó una demanda de ejecución hipotecaria de 77 millones de dólares contra el promotor de la Spire, el irlandés Garrett Kelleher, afirmando que el préstamo que realizó a la promotora de Kelleher estaba impagado desde hace un año. Se esperaba que el banco recibiera la propiedad de la parcela donde se construiría la Spire. En diciembre de 2010 se designó un administrador judicial para gestionar la parcela durante el proceso de ejecución del Anglo Irish Bank. Además, dos empresas de Chicago habían comprado los embargos de la propiedad. Debido a todas estas dificultades mencionadas, el proyecto parecía muerto en 2010.

### Incapacidad de continuar el proyecto
A principios de 2013 la National Asset Management Agency, el banco malo irlandés, que había pasado a ser la dueña de la propiedad, puso a la venta la parcela. Debido a la mejora de la economía en 2013, aumentó el interés en la continuación o sustitución del proyecto, lo que produjo al menos media docena de ofertas para la propiedad. El promotor continuó intentando recuperar el control de la parcela, conservando esperanzas de que se construiría el rascacielos.
En virtud de la quiebra involuntaria declarada por el juzgado en octubre de 2013, Shelbourne tenía hasta finales de marzo de 2014 para conseguir la aprobación de un proyecto de reorganización. A principios de 2014, consiguió una oferta de financiar 135 millones de dólares de Atlas Apartment Holdings, que pretendía rescatar al proyecto de la quiebra. En febrero de 2014, Shelbourne buscó la aprobación de los juzgados para proceder con esta inversión de Atlas Apartment Holdings, que pagaría las deudas contraídas y permitiría que Shelbourne continuara con el proyecto, que tenía hasta el 31 de agosto de 2014 para tener un proyecto de reorganización aprobado por el juzgado.
En una audiencia el 11 de marzo de 2014, Shelbourne anunció que había alcanzado un acuerdo sobre un plan de pago con los acreedores del proyecto, incluido Related Midwest, que había comprado buena parte de las deudas del proyecto, con la intención de continuar el proyecto, y prometió un plan final de pago a finales de agosto de 2014.
Suponiendo que encuentra financiación para satisfacer este acuerdo, Atlas dijo que el edificio se construiría según el mismo diseño anterior a la suspensión de las obras y que Atlas controlaría el proyecto, pero que Kelleher seguiría siendo el promotor. Sin embargo, no se consiguió cerrar la financiación, y el 31 de octubre de 2014 Shelbourne no pudo hacer un pago requerido a Related Midwest. Related presentó inmediatamente una demanda para obligar a Shelbourne a renunciar a la escritura de la parcela.
El 4 de noviembre de 2014, Garrett Kelleher cedió la parcela del 400 N. Lake Shore Drive al mayor acreedor, Related Midwest, tras no ser capaz de realizar los pagos para la propiedad. El presidente de Related Midwest Curt Bailey dijo que no construirían la Spire cuando recibieran el control de la parcela.

## Localización

Mapa de localización.

El rascacielos se estaba construyendo en la orilla del lago Míchigan en Chicago, al oeste del Navy Pier, situado al noreste del Loop, en el barrio de Streeterville del área comunitaria de Near North Side. La parcela está en la intersección del lago Míchigan y  el río Chicago, y está rodeada por el Ogden Slip del río Chicago al norte, North Lake Shore Drive al este, el río Chicago al sur, y algunos edificios residenciales al oeste. Originalmente, el plan urbanístico preveía dos edificios de 35 a 50 plantas en la parcela. Cuando Carley, de la Fordham Company, propuso el proyecto, iba a comprar la parcela a la empresa conjunta de LR Development Company de Chicago y JER Partners de Virginia por 64 millones de dólares. Tras el fracaso de Carley para obtener financiación, Kelleher compró el terreno en su lugar y prometió financiar el resto del proyecto.

### DuSable Park

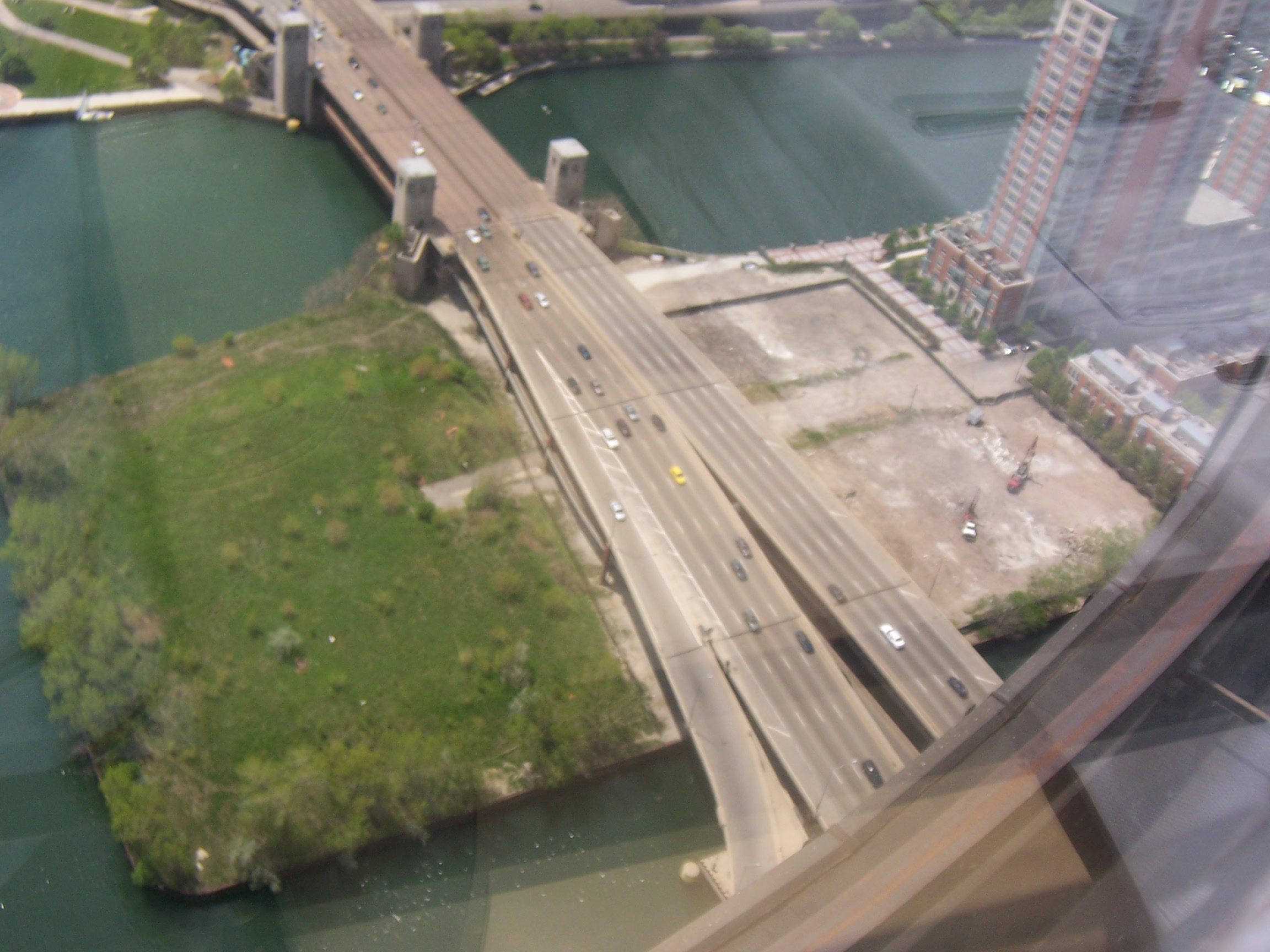
La parcela de la Chicago Spire y DuSable Park antes de la construcción en 2007.

Cuando se anunció el proyecto por primera vez, la Fordham Company prometió casi medio millón de dólares para ayudar a las obras del propuesto DuSable Park, que se situaría al lado de la parcela de la Chicago Spire. El DuSable Park ocuparía 1,31 hectáreas y su renovación tenía un presupuesto de 11,4 millones de dólares. El 26 de marzo de 2007, Shelbourne prometió pagar 6 millones de dólares para la construcción del parque, superando con creces la oferta inicial de Fordham. En mayo de 2007 Shelbourne aumentó su oferta a 9,6 millones. Sin embargo, las pruebas del suelo realizadas en diciembre de 2000 en el suelo del futuro parque encontraron contaminación de torio radiactivo. Este torio fue usado por la Lindsay Light Company, que tenía una fábrica cercana. Después de que se cerrara esta fábrica en los años treinta, el suelo contaminado se arrojó en la ubicación del futuro parque. En marzo de 2003, el Chicago Park District afirmó que la limpieza de torio de esos terrenos estaba incompleta. Se pueden evitar los peligros de contaminación radiactiva con una capa de hormigón de un mínimo de 15 centímetros sobre el suelo afectado, una aproximación que sería más factible para la parcela de la Chicago Spire que para el parque.
En 2012 el Chicago Park District recibió financiación de la EPA para la descontaminación de los terrenos. Se empaquetó el suelo radiactivo y se transportó a un sitio de Superfund. En verano de 2013, el Park District informó en su página web de que esta descontaminación se había completado en septiembre de 2012.

## Arquitectura

Silueta del diseño exterior del edificio.

Como con muchos otros diseños suyos, Calatrava se inspiró en temas y formas de la naturaleza para este rascacielos con forma helicoidal. Comparó el edificio con una imaginaria espiral de humo procedente de una hoguera cerca del río Chicago encendida por nativos indígenas de esta zona, y también relacionó la cima del edificio a las «elegantes formas giratorias» de una concha de caracol.
Con 609,6 metros de altura (2000 pies en el sistema imperial) y 150 plantas, se habría convertido en el segundo edificio más alto del mundo, solo por detrás del Burj Khalifa. También habría superado a la Torre CN, convirtiéndose en el estructura autoportante más alta del mundo y el edificio más alto del Hemisferio Occidental. La Chicago Spire habría transformado el siempre creciente skyline de Chicago. El proyecto de la torre incluía 1193 condominios y cada una de las 150 plantas del edificio giraba 2,4 grados respecto a la anterior, dando un total de 360 grados de rotación. En febrero de 2008, se anunció que los precios de las viviendas oscilaban entre 750 000 y 40 millones de dólares. Para un mayor apoyo estructural, cada planta iba a estar rodeada por esquinas en voladizo y cuatro lados cóncavos. De manera similar a los miradores de la Torre Willis y el John Hancock Center, el diseño de la Chicago Spire incluía una sala comunitaria en la planta más alta, que habría ofrecido a los residentes vistas de cuatro estados. El diseño del espectacular vestíbulo del rascacielos tenía paredes de cristal translúcido enmarcadas por bóvedas arqueadas de hormigón. El público lo ha descrito como una «barrena» gigante y los medios lo han comparado con un «alto árbol retorcido» y una «espada de cristal».
El diseño curvo ofrecía dos beneficios importantes a la estructura del edificio. En primer lugar, los diseños curvos, como el de la Turning Torso de Malmö (Suecia), también de Calatrava, tienden a aumentar la resistencia de una estructura. Se usa un principio similar con las cubiertas curvas para los estadios. Además de un mayor soporte estructural, el exterior curvo minimizaría las fuerzas del viento. En edificios rectangulares, un flujo de viento presiona en el lado del edificio sobre el que incide el viento; al moverse el aire a su alrededor, se aplica una succión en el lado opuesto. Esto puede causar un balanceo de los rascacielos, usualmente contrarrestado, al menos parcialmente, haciendo más rígida la estructura o usando un amortiguador de masa. Dado que el diseño curvo de la Chicago Spire no anularía completamente las fuerzas del viento, se diseñó un núcleo de hormigón que se estrecha según se eleva y doce muros resistentes que irradian de él para contrarrestar el resto de la carga del viento.
Además, la Chicago Spire se diseñó con elementos ecológicos para conseguir el reconocimiento Leadership in Energy and Environmental Design Oro. El proyecto reciclaría el agua de lluvia, usaría el agua del río para enfriamiento, y tenía cristales sensibles ornitológicamente para proteger a las aves migratorias, sistemas inteligentes de construcción y gestión de edificios, gestión del almacenamiento y reciclado de residuos, y monitorización de la entrada del aire exterior para garantizar una adecuada ventilación.

## Construcción
Tras su aprobación por parte del ayuntamiento, se anunció que la construcción de la Chicago Spire iba a empezar en verano de 2007. Estaba previsto que la excavación de los pozos de cimentación empezara en junio de 2007. El DuSable Park se designó como zona de almacenamiento para las obras de la torre. El centro de ventas de la Chicago Spire abrió el 14 de enero de 2008.
El 19 de septiembre de 2008, un portavoz del promotor anunció que, aunque continuarían las obras del edificio, el ritmo de la construcción se reduciría hasta que los mercados financieros se recuperaran de la crisis de las hipotecas subprime. Kelleher aseguró que seguía teniendo respaldo financiero suficiente, aunque los analistas cuestionaron la posibilidad de que el proyecto sobreviviera a la crisis económica. Aún no se había designado un contratista para construir la superestructura del edificio. El 1 de octubre de 2008, The Wall Street Journal dijo que los cimientos del edificio estaban completos y que la construcción por encima del nivel del suelo no continuaría hasta que se recuperaran los mercados.

### Fase subterránea
El 25 de junio de 2007 llegaron a la parcela partes de grúas y maquinaria de construcción. El día siguiente, Shelbourne Development anunció oficialmente la adjudicación del primer contrato de construcción. Como preparación para la construcción, se perforaron 34 pozos de cimentación de hormigón y acero de 37 m de profundidad en la roca madre subterránea; este proceso se completó el 25 de junio de 2008. Se instaló un coferdán con un diámetro de 32 m y 24 m de profundidad para crear un entorno de trabajo, que habría actuado posteriormente como cimientos para el núcleo del edificio. Se planearon mejoras de los servicios públicos del barrio que lo rodea.

### Imágenes

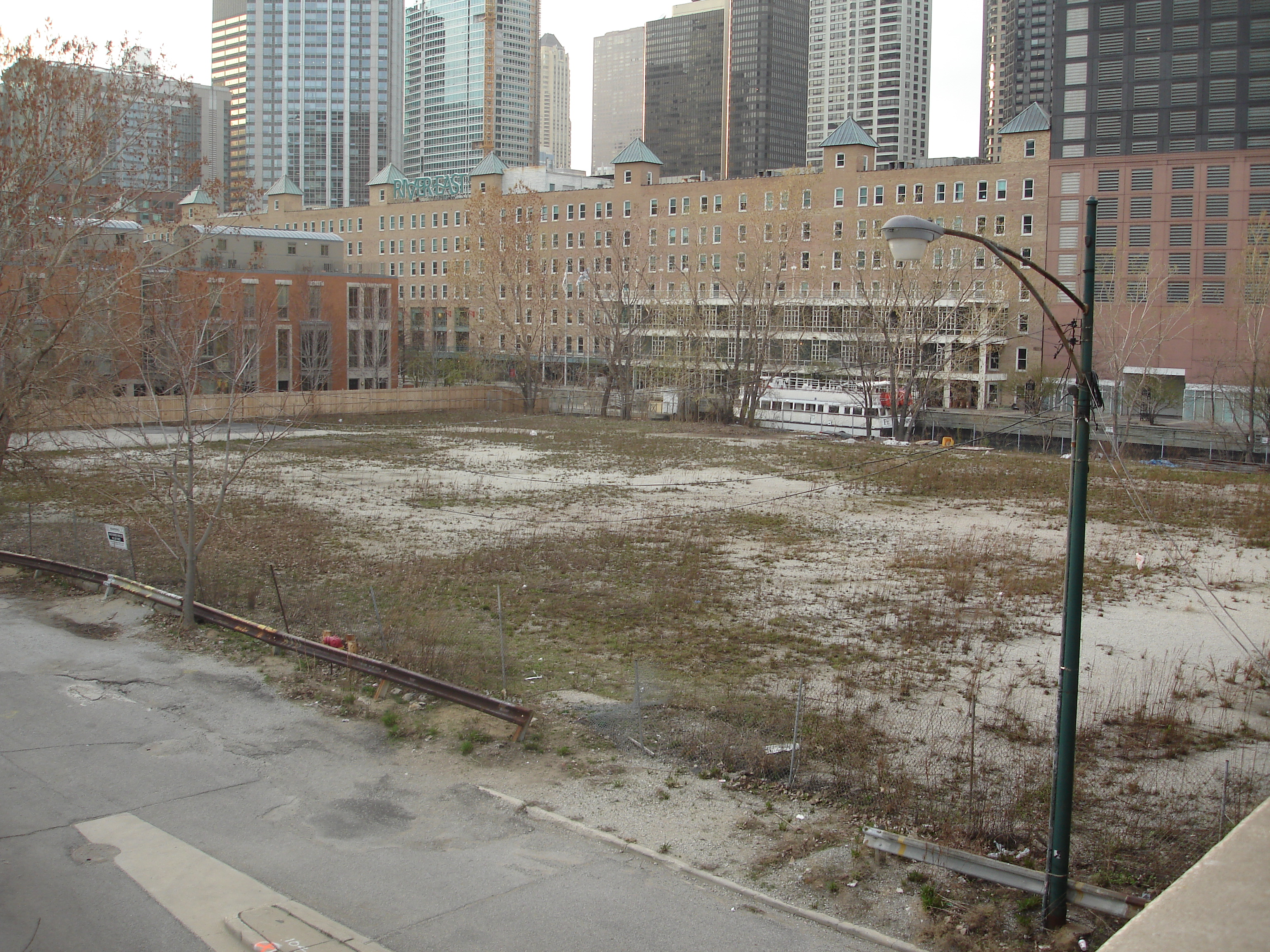
La parcela meses antes de la construcción, el 13 de abril de 2006.
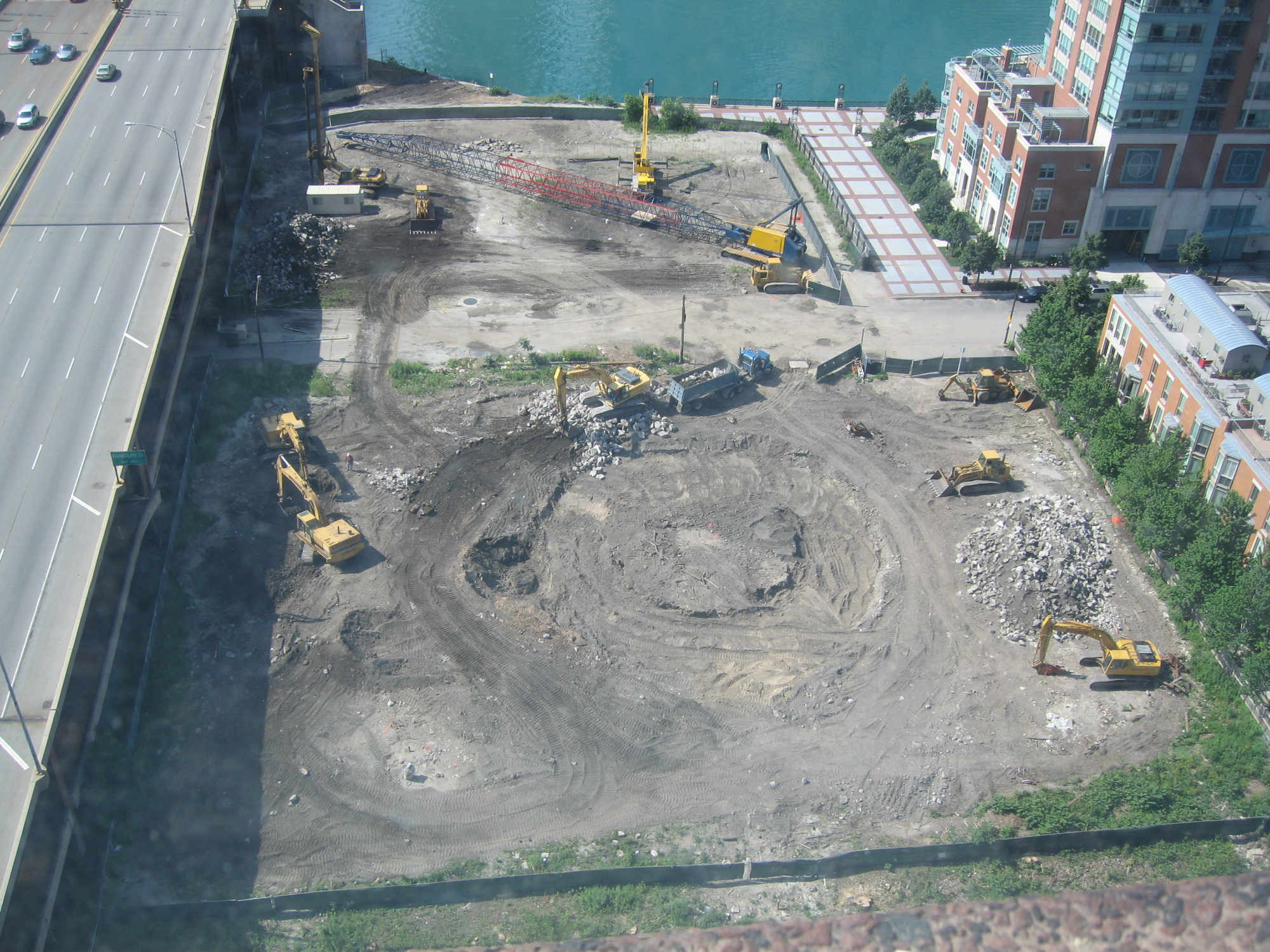
30 de Junio de 2007.
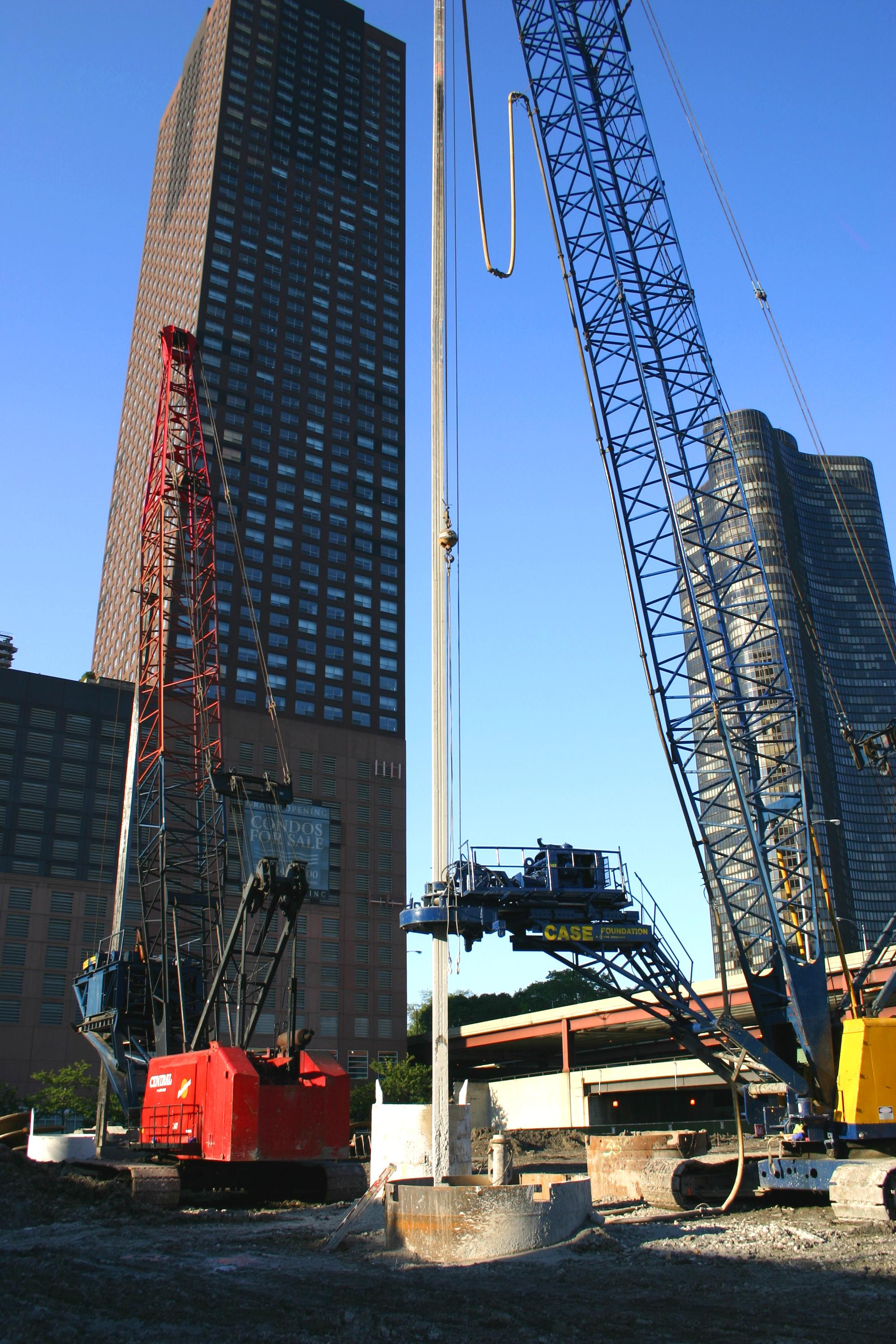
11 de Agosto de 2007.
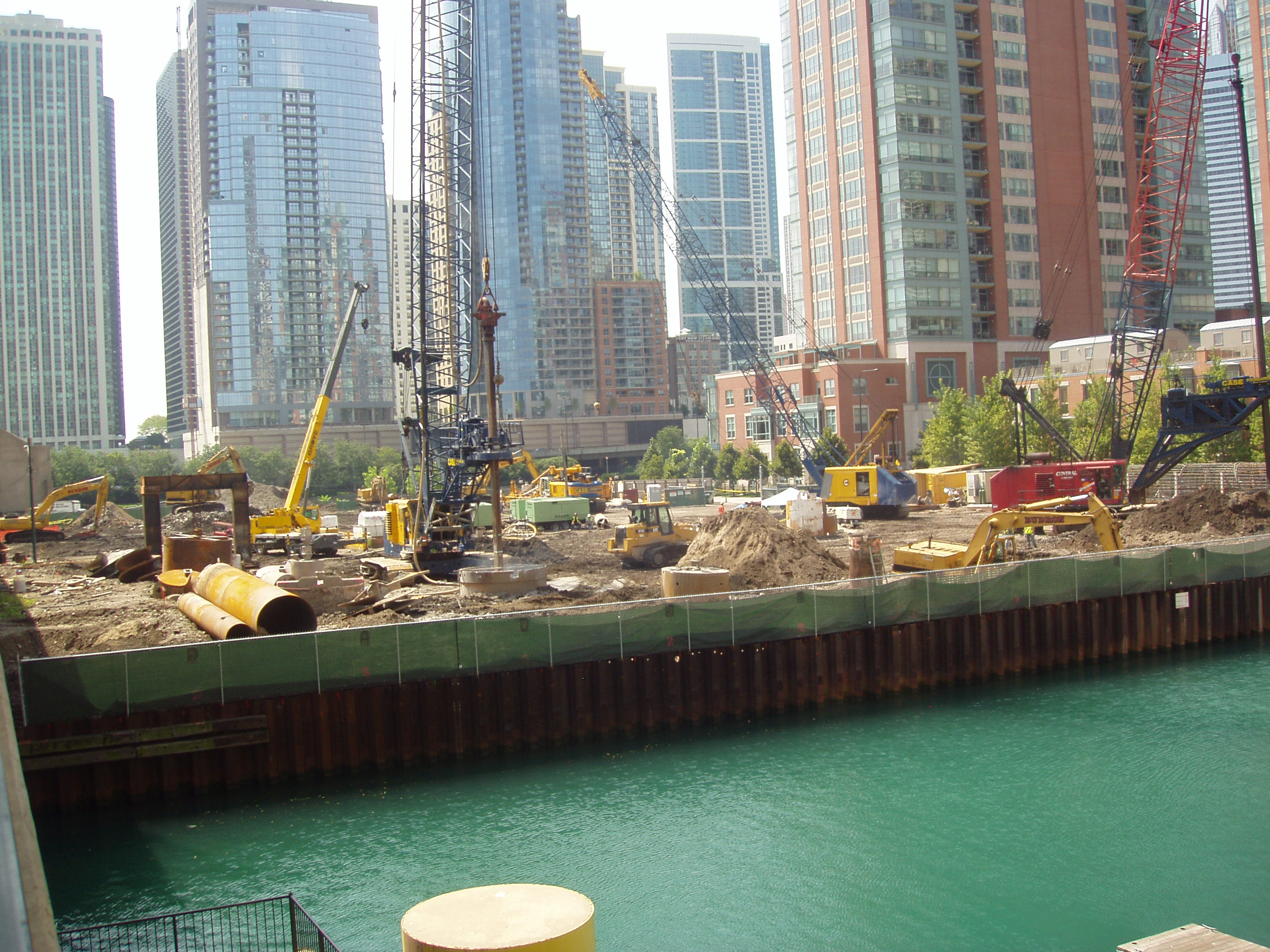
Las excavaciones de los pozos de cimentación el 22 de agosto de 2007.
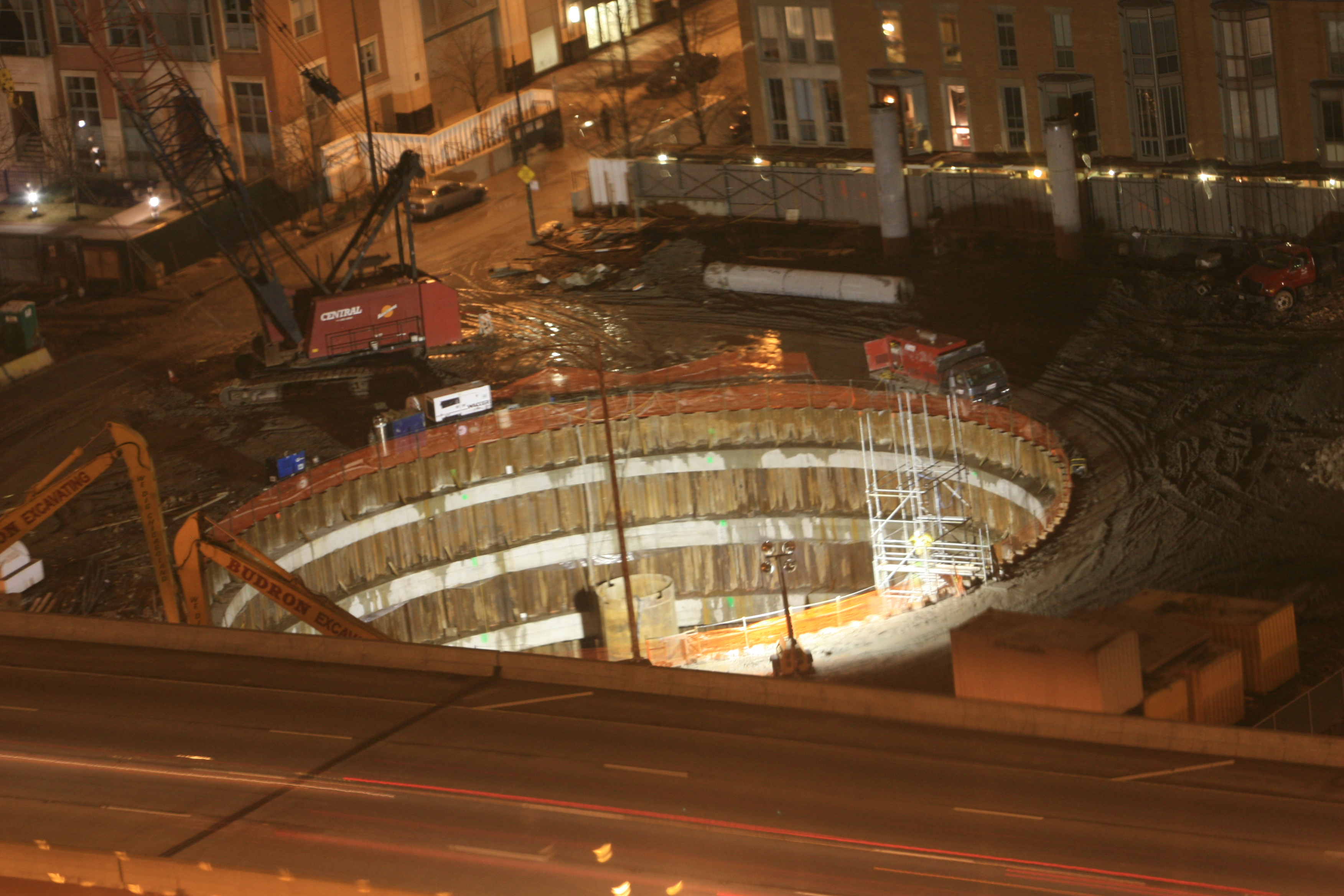
Detalle de la excavación de los cimientos el 12 de enero de 2008.
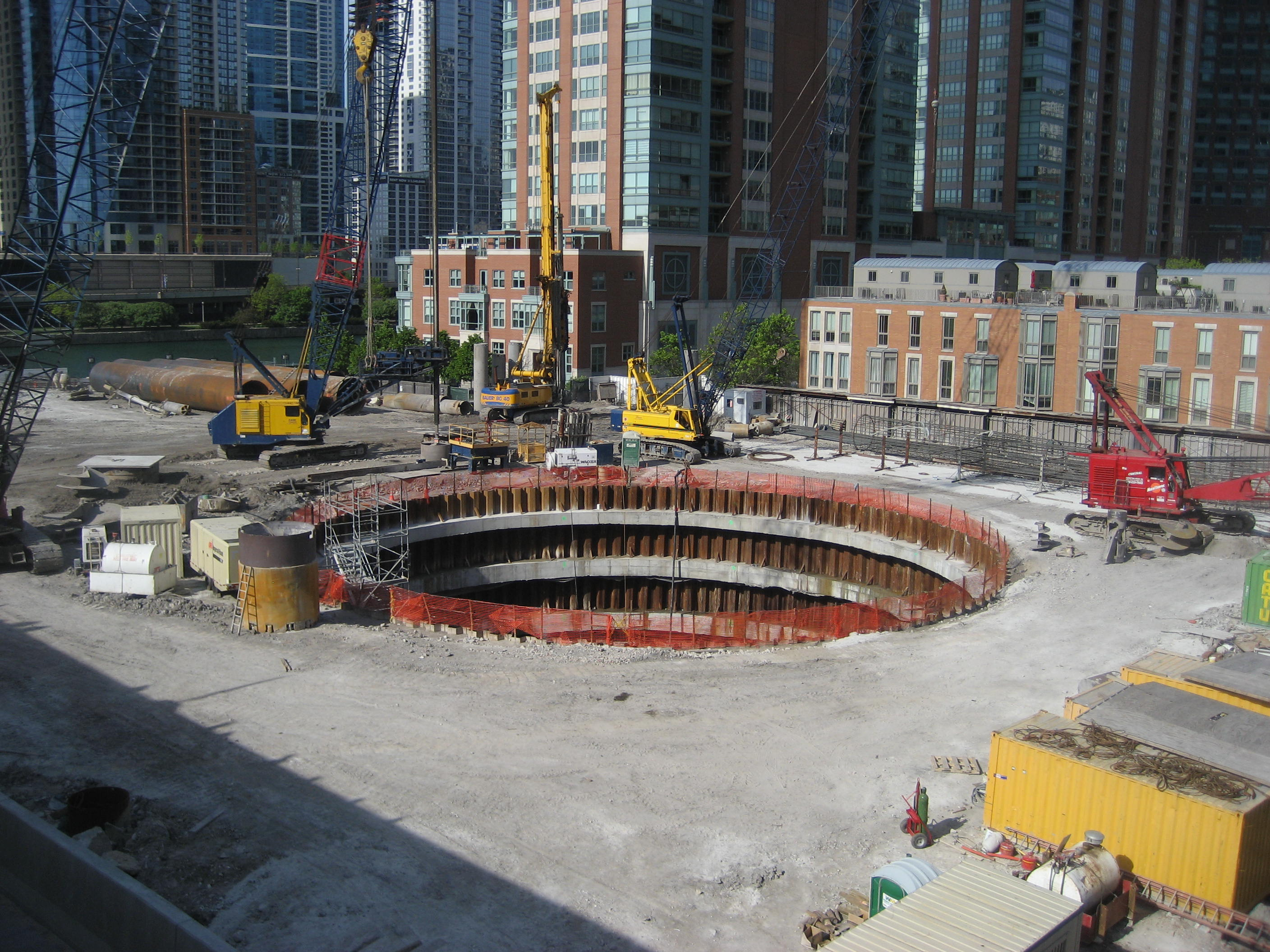
25 de mayo de 2008.
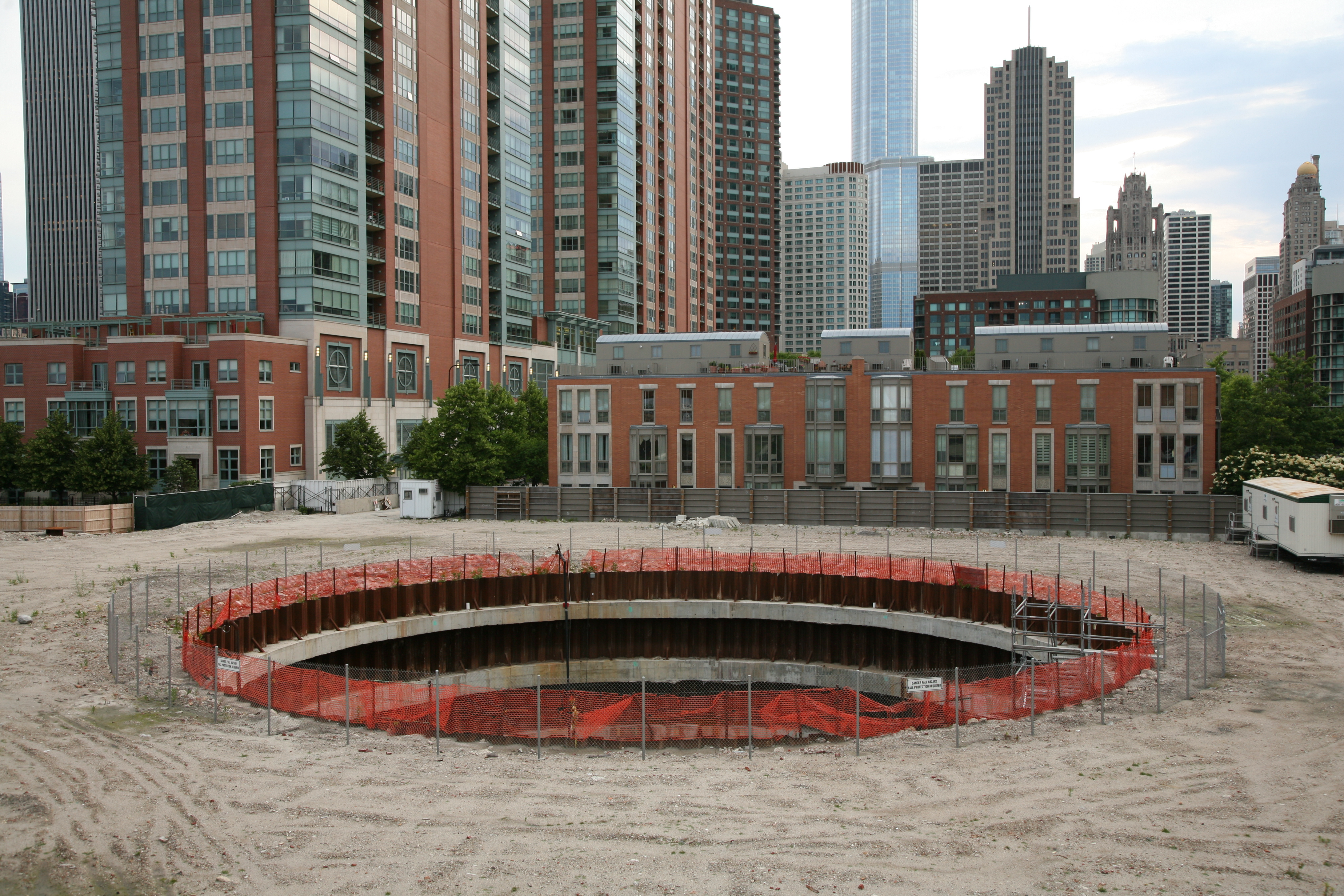
10 de Junio de 2008.
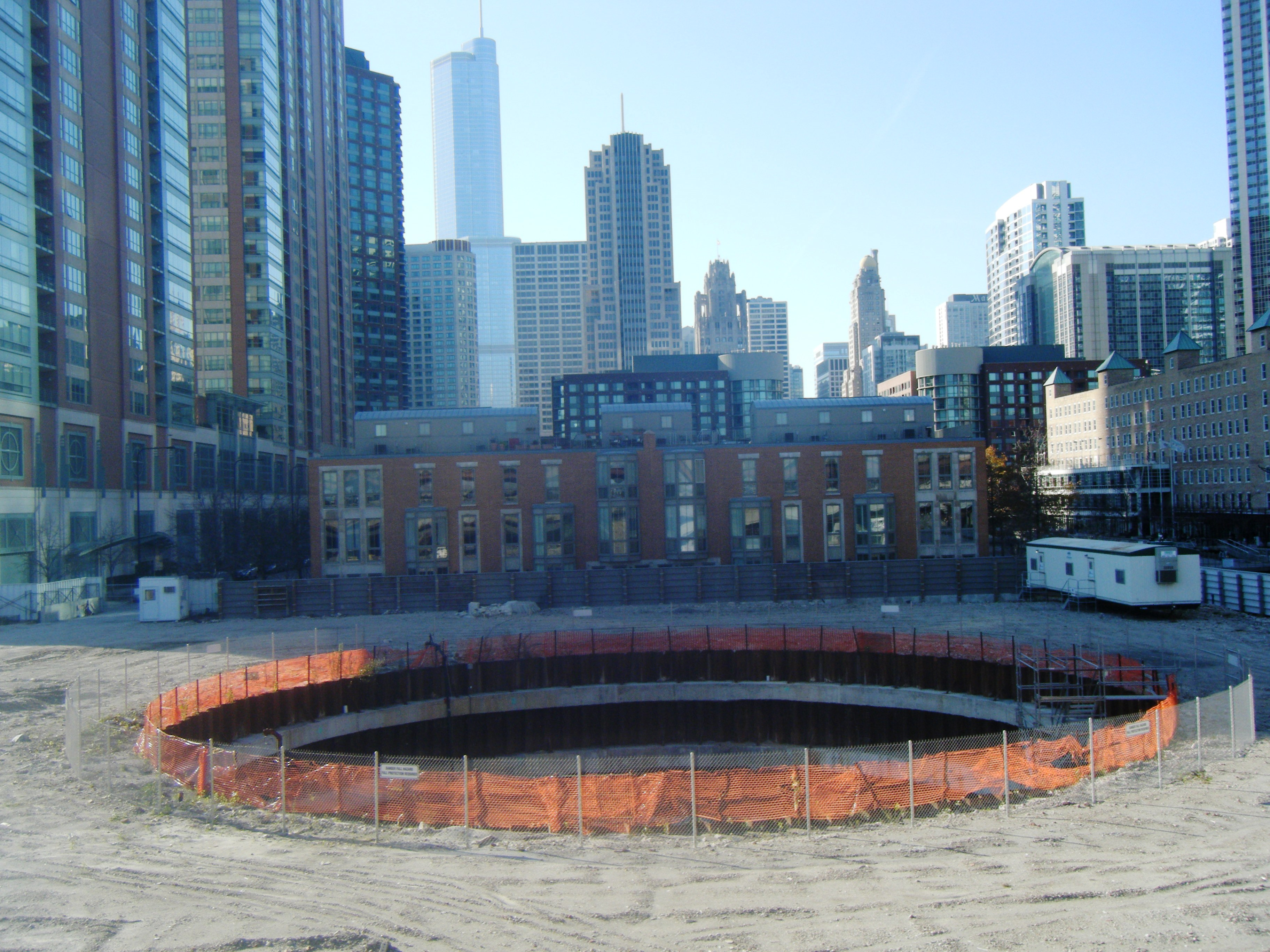
9 de Noviembre de 2009.
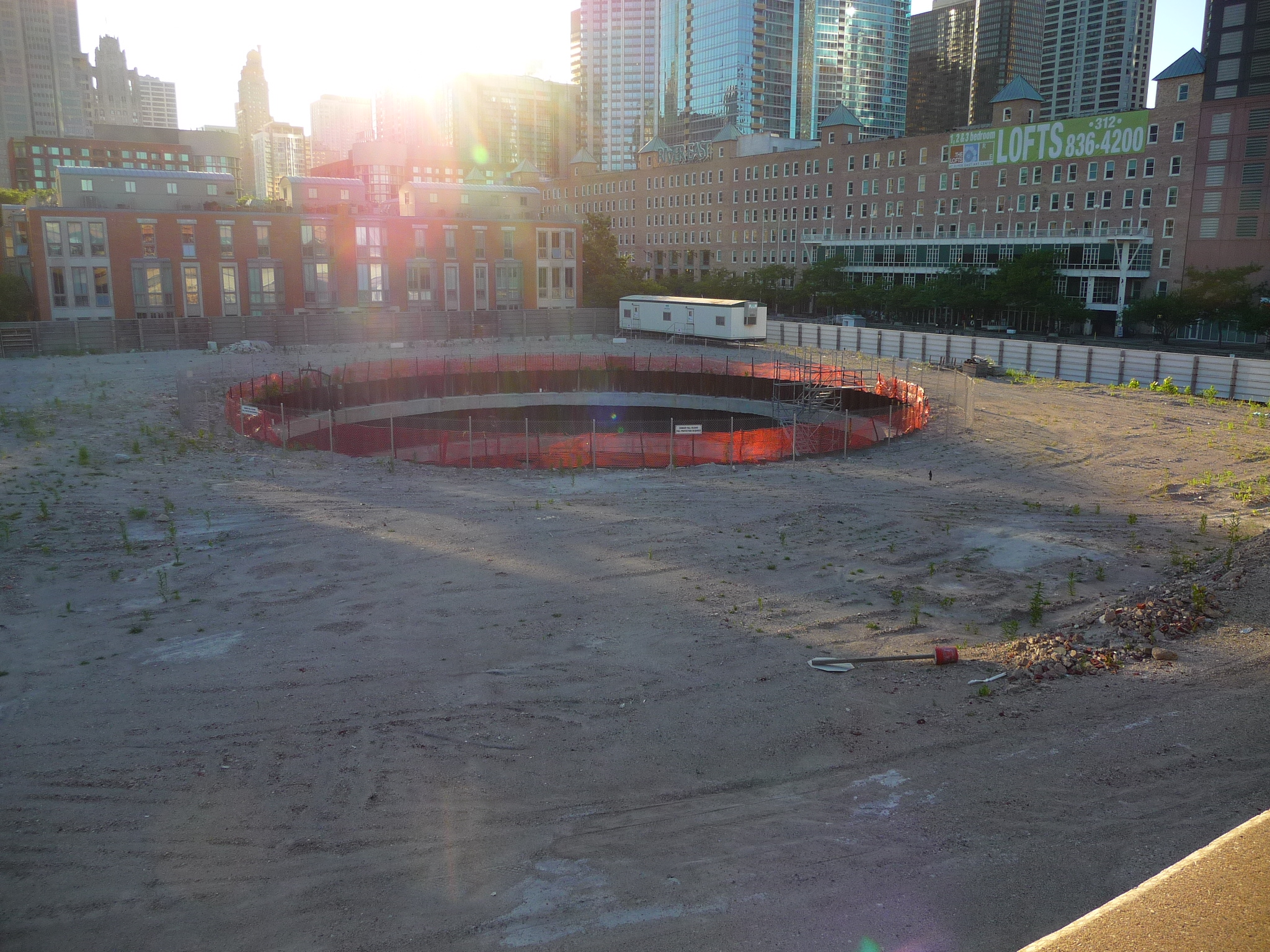
La parcela el 2 de julio de 2010.
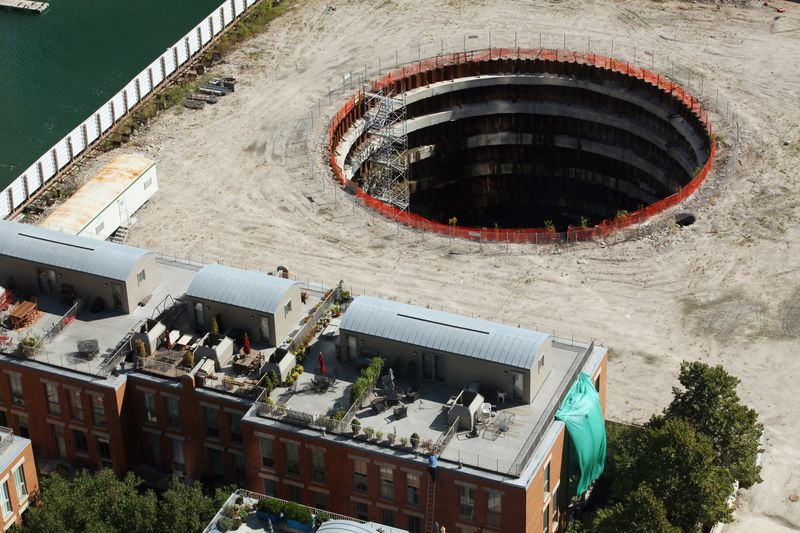
13 de Octubre de 2010.
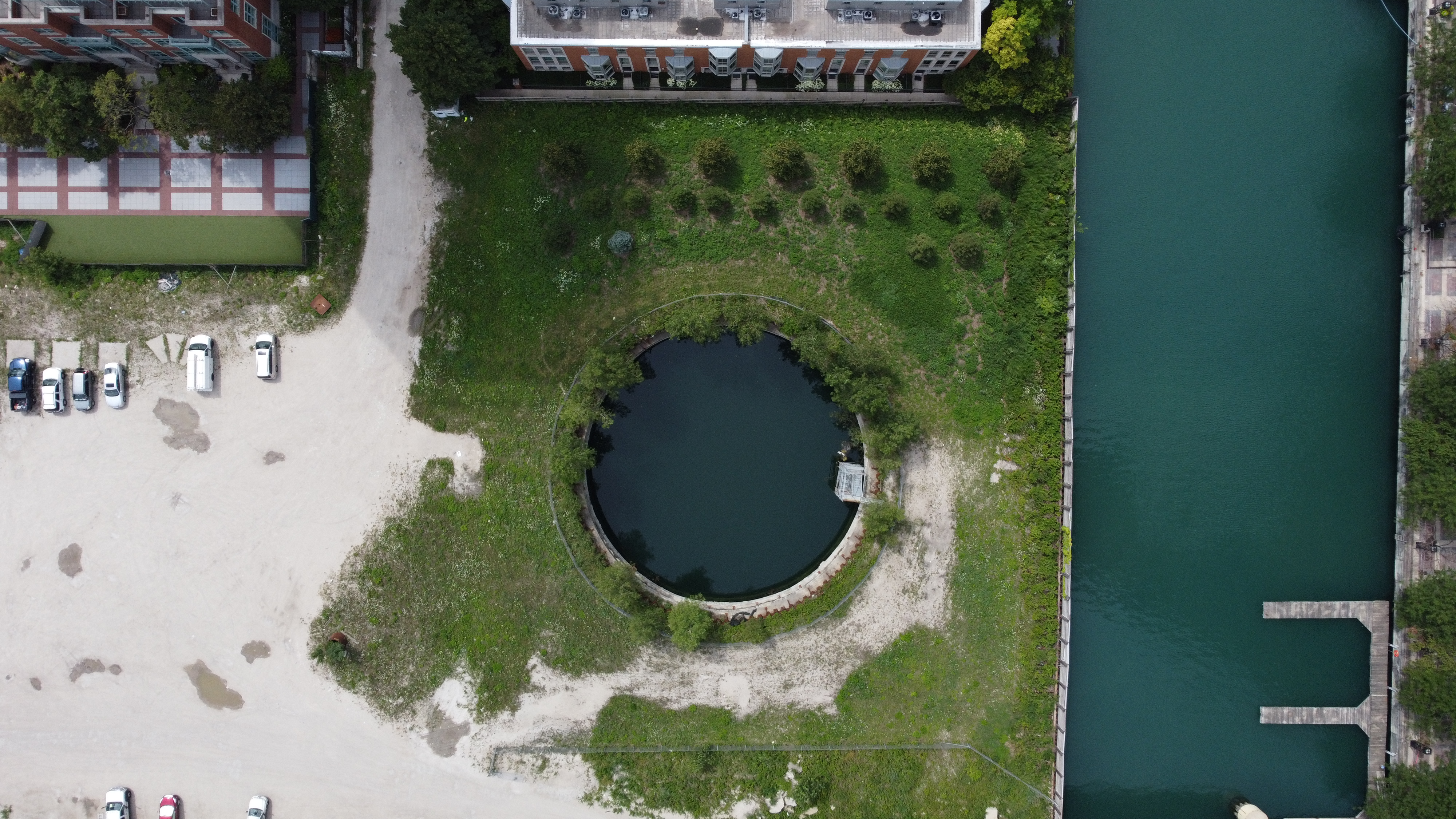
30 de Julio de 2021.